# Cerkev sv. Areha, Frajhajm
Cerkev sv. Areha na Pohorju stoji na jasi južno od ceste Areh-Šumik, ob Ruški koči. Je podružnična cerkev župnije Sv. Martin na Pohorju, ki leži v Frajhajmu, na področju Areha, ki je po cerkvi dobilo ime. Cerkev je posvečena sv. Henriku, katerega ime se je skozi čas spremenilo v Areh.
Cerkev se prvič omenja 1545 in je bila med letoma 1650 in 1659 povečana, ter je dobila današnjo podobo. Prenovljena je bila leta 1999, leta 2018 pa je dobila še nova okna.
Veliki oltar je v letih 1750 –1756 izdeloval Jožef Straub, znan po svojih čudovitih štukaturah.
Na sredi cerkve je postavljena marmorna nagrobna plošča Otokarja IV., prvega štajerskega vojvode in zadnjega Traungauca, ki jo umetnostni zgodovinarji datirajo v sredino 13. stoletja in je bila iz Žičke kartuzije med leti 1756 in 1848 preseljena v cerkev sv. Areha, kjer je še danes. Zaradi pokojnikovega nekoliko kroni podobnega vojvodskega klobuka na njej so dolgo domnevali, da gre za relief sv. Henrika.
Pod cerkvijo stoji kapela, kjer izvira voda z domnevno čudodelnim delovanjem.

## Galerija
- Notranjost cerkve
- Notranjost cerkve
- Renovirana oltarna slika sv. Henrika
- Nagrobna plošča Otokarja IV.